# Skeletonwitch
Skeletonwitch es una banda de thrash metal estadounidense fundada en 2003. Actualmente la banda está formada por Dustin Boltjes (batería), Chance Garnette (vocalista), Evan Linger (bajista), Nate Garnette y Scott Hedrick (Guitarristas). Están bajo el sello discográfico Prosthetic Records.

## Historia
Skeletonwitch se formó en 2003 en Athens, Ohio cuando el guitarrista Hedrick escuchó un demo de la banda de Nate Garnette, el que pronto sería su compañero de banda, mientras ambos estudiaban en la universidad Ohio University. Skeletonwitch lanzó su primer álbum, At One with the Shadows, el 11 de agosto de 2004, bajo el sello Shredded Records.
Después de firmar con Prosthetic, Skeletonwitch lanza Beyond the Permafrost el 2 de octubre de 2007. El 2008, Skeletonwitch fue presentado como uno de los cuatro actos de apertura para "Danzig's Blackest of the Black tour".
El 13 de octubre de 2009, Skeletonwitch lanzó su tercer álbum de estudio titulado, Breathing the Fire, el cual debutó como número 151 en la Billboard 200 charts. La canción "Soul Thrashing Black Sorcery" fue utilizada en el banda sonora del videojuego Brütal Legend. La canción "Crushed Beyond Dust" fue utilizada en la emisora Rock Band el 28 de febrero de 2010. Skeletonwitch se presentó en todas las fechas del Ozzfest 2010.
Skeletonwitch estuvo incluido en un segmento para el programa Adult Swim para su canción "Bringers of Death" en el 2010. "Bringers of Death" también aparece en la compilación de Heavy Metal de Adult Swim titulado Metal Swim.
En marzo del 2011, se retira el baterista Derrick "Mullet Chad" Nau, quien fue temporalmente reemplazado con Tony Laureano. El cuarto álbum de estudio de la banda titulado Forever Abomination fue lanzado el 7 de octubre de 2011. Es el primer álbum en presentar a Dustin Boltjes en la batería, reemplazando a Derrick Nau.
El 26 de abril de 2018, la banda publicó su sexto álbum Devouring Radiant Light, el cual fue lanzado el 20 de julio del 2018.

## Miembros
Miembros actuales

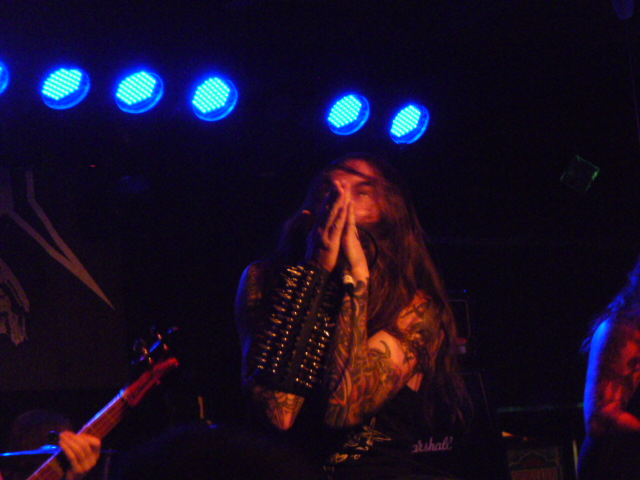
Cantante, Chance Garnette interpretando en vivo

- Chance Garnette – voz (2003–presente)
- Nate "N8 Feet Under" Garnette – guitarra (2003–presente)
- Scott "Scunty D." Hedrick – guitarra (2003–presente)
- Evan "Loosh" Linger – bajo (2008–presente)
- Dustin Boltjes - batería (2011–presente)

Miembros antiguos
- Eric Harris – bajo (2003–2008)
- Tony Laureano – batería (2011)
- Derrick "Mullet Chad" Nau – batería (2003–2011)
- Jimi Shestina – bajo

## Discografía
| Álbumes de estudio - At One with the Shadows (2004) - Beyond the Permafrost (2007) - Breathing the Fire (2009) - Forever Abomination (2011) - Serpents Unleashed (2013) - Devouring Radiant Light (2018) EP - Worship the Witch (2006) - Onward to Battle/The Infernal Resurrection (2011) - The Apothic Gloom (2016) | Demos - Demo (2005) Álbumes en vivo - Live at the Union Friday the 13th (2004) Sencillos - Well of Despair (2016) Otras apariciones - Metal Swim - Adult Swim compilation album (2010) |